# Mina de oro Super Pit
El Fimiston Open Pit, coloquialmente conocido como el Super Pit, fue la mina de oro de corte abierto más grande de Australia hasta 2016, cuando fue superada por la mina de oro Newmont Boddington también en el oeste de Australia. El Super Pit se encuentra junto a la autopista Goldfields en el extremo sureste de Kalgoorlie, en Australia Occidental. El foso tiene forma alargada y tiene aproximadamente 3,5 kilómetros de largo, 1,5 kilómetros de ancho y 600 metros de profundidad. En estas dimensiones, es lo suficientemente grande como para ser visto desde el espacio. Anualmente produce 28 toneladas de oro y tiene 550 empleados trabajando.

## Inicios
Originalmente consistía en varias minas subterráneas pequeñas, Alan Bond intentó la consolidación en una sola mina a cielo abierto, pero no pudo completar la adquisición. El Super Pit fue finalmente creado en 1989 por Kalgoorlie Consolidated Gold Mines Pty Ltd. 
Barrick Gold adquirió su parte de la mina en diciembre de 2001, cuando se hizo cargo de Homestake Mining Company. Newmont se convirtió en copropietario de la mina tres meses después, cuando adquirió Normandy Mining en febrero de 2002.

## Geología
La mayor parte del oro extraído en el Súper Pozo se produce dentro de vetas de mineral formadas por antiguas cizallas en una unidad rocosa llamada Golden Mile Dolerite. El área minera de oro de Kalgoorlie-Boulder-Fimiston ha sido llamada la Milla de Oro desde hace mucho tiempo debido a la concentración geográfica de minas ricas en esa área, a pesar de que las vetas ocurren en un área de más de 2 km de ancho y 1 km de profundidad. También hay una mina níquel.

## Producción

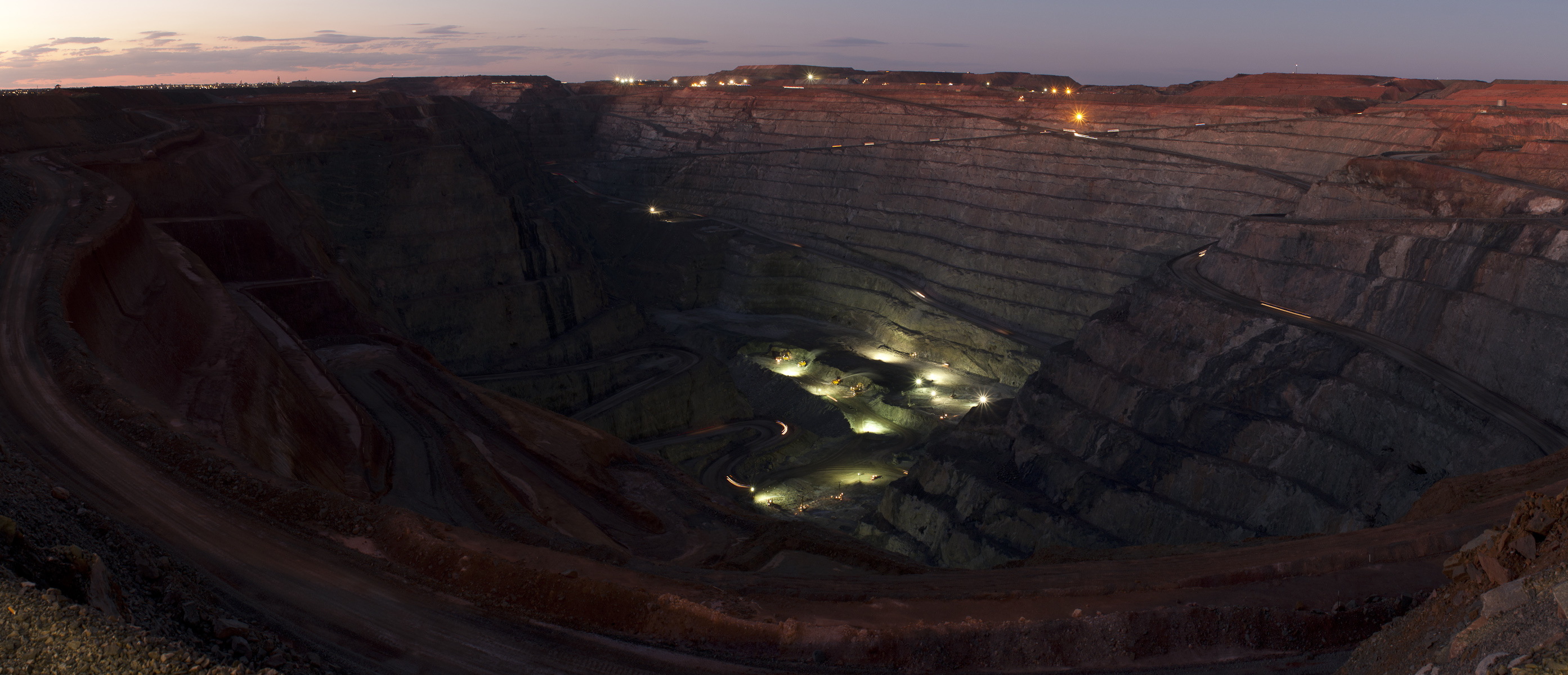
Panorama de Super Pit

La minería es a través de la perforación convencional y la minería de voladura a través de palas frontales y volquetes. Alrededor de 15 millones de toneladas de rocas se mueven en un año determinado, y consisten principalmente en roca de desecho.
El oro dentro del sistema de vetas de la Milla de Oro es inusual ya que está presente como minerales telurídicos dentro de la pirita. Para recuperar el oro, el mineral debe triturarse, pasar a través de un circuito de gravedad para recuperar el oro libre presente en algunas de las vetas de mayor grado, y luego someterse a flotación para producir un concentrado de pirita aurífero. Luego se tuesta en una pequeña fundición en las afueras de Kalgoorlie-Boulder para liberar el oro de las telurides, con barras de doré vertidas.